# Westerschenge
De Westerschenge is een natuurgebied ten noordwesten van Goes, op Zuid-Beveland in de Nederlandse provincie Zeeland.
Het is net als de Oosterschenge een kreekrest van de voormalige Schenge. Dit was een voormalige zeearm die een scheiding vormde tussen het eiland Wolphaartsdijk en de rest van Zuid-Beveland. De zeearm was belangrijk voor de stad Goes.
In de 18de eeuw werd het water te ondiep en besloot men tot inpoldering van het oostelijk deel van de Schenge. In 1846 ontstond een plan om delen van de Schenge tussen Wolphaartsdijk en 's-Heer Arendskerke in te polderen. In 1847 was de bedijking afgerond. De ontstane polder van 196 ha groot en kreeg de naam Perponcherpolder, dit naar de ambachtsheren De Perponcher Sedlnitzky. Er volgden nog meer inpolderingen. Het sluitstuk was de in 1874 bedijkte Schengepolder.
Vele in de buurt gelegen polders voeren hun overtollige water naar de Westerschenge, af waarna het aan de uiterste westzijde van het gebied door gemaal De Piet, gelegen in de buurtschap Sluis de Piet, via een sluis naar het natuur- en recreatiegebied De Piet wordt afgevoerd richting Veerse Meer.
De Westerschenge ligt als kreekrest in deze grootschalige polder. Hij ligt slechts op enkele plekken kort aan de openbare weg. De rietvelden in de Westerschenge zijn belangrijke plaatsen voor broedvogels. Er broeden onder andere bruine kiekendieven en rietzangers. Maar het westelijk gelegen grasland is een waardevol gebied. Hier groeien verschillende zeldzame planten. Stichting Het Zeeuwse Landschap beheert een gedeelte van dit gebied.

## Externe link

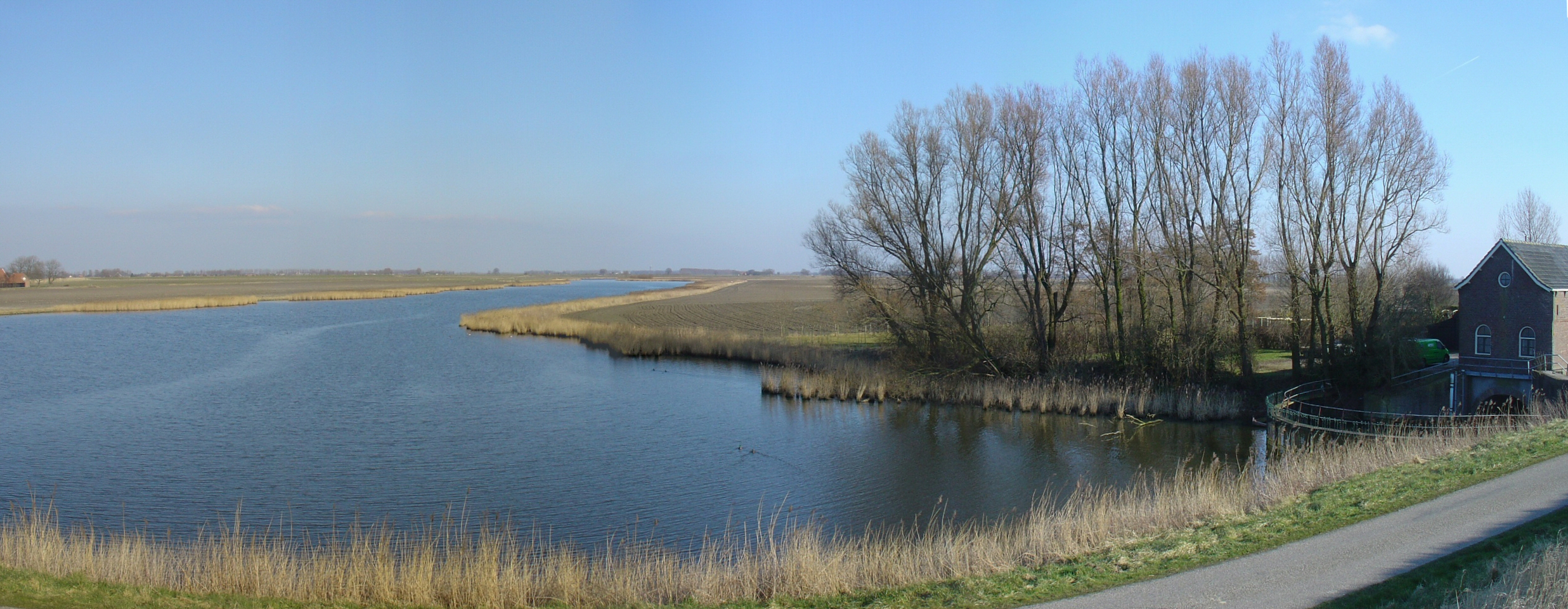
Westerschenge vanaf Sluis de Piet